# Вислицкий, Иосиф-Николай

Титульный лист книги «Opis Królestwa Polskiego pod względem historycznym, statystycznym, rolniczym, fabrycznym, zwyczajowym i obyczajowym : z rycinami. T. 2»

Иосиф-Николай (Юзеф-Миколай) Вислицкий (пол. Józef Mikołaj Wiślicki; 1805, Краков — 1887) — польский писатель

, историк, музыкальный критик.

## Биография
Сын участника восстания Костюшко. Обучался медицине, слушал лекции по философии, литературе, истории и филологии в Краковском университете.
Окончил Горную школу в Кельце в 1827 г. Работал в комиссии доходов и казначействе. Переехав из Кракова в Варшаву, в свободное время преподавал литературу в Варшавском университете. Вошел в литературные круги столицы. В польском восстании 1830 года участия не принимал.
В 1833 г. стал работать в Польском банке.
В 1837 г. стал журналистом варшавских газет «Gazecie Warszawskiej», «Muzeum Domowym», «Gazecie Codziennej». Был музыкальным критиком «Gazety Codziennej», сотрудничал с редакцией «Biblioteki Warszawskiej».
Занимался историей, философией, литературой, изобретательством.
Издал в 3-х томах «Opis Królestwa Polskiego» («Описание Царства Польского в историческом, статистическом, сельскохозяйственном, заводском, обычном и нравственном отношении: с гравюрами». Варшава, 1849—54; описание южной части Царства Польского).
Написал несколько исторических романов, сборников рассказов и повестей: «Starosta Rabsztyński» (1841); «Zborowscy», «Pani Orżelska» (1847), «Pani Orzelska. Оbraz z domowego życia Polaków w pierwszej połowie XVIII wieku» и других.
Отец композитора Владислава Вислицкого и журналиста, издателя Адама Вислицкого.